# Магомедсаидов, Гаджимурад
Гаджимурад Магомедсаидов (1 мая 1997) — российский и азербайджанский борец вольного стиля, член сборной Азербайджана, чемпион Азербайджана (2023).

## Спортивная карьера
Является воспитанником махачкалинской спортивной школы имени Гамида Гамидова, где тренировался у Садрудина Айгубова. В 2014 году на чемпионате Европы среди кадетов в Болгарии занял третье место. В 2015 году на чемпионате Европы среди юниоров в Турции стал бронзовым призёром. 2016 год стал удачным в карьере Магомедсаидова, в котором он успешно выступал среди молодёжи – выиграл первенство Европы в Румынии и стал бронзовым призёром призером на первенстве мира во Франции. Многообещающе начался для Гаджимурада и 2017 год, где он победил на юниорском первенстве Азербайджана, а на чемпионате страны среди взрослых стал вторым, в марте того же года он вне конкуренции на Киевском международном турнире. В июне 2019 года он одержал победу на чемпионате Европы среди юниоров. В октябре 2019 года в Венгрии проиграл в финале молодёжного чемпионата мира U23. В декабре 2020 года попал в заявку сборной Азербайджана на Индивидуальный кубок мира по борьбе 2020 в Белграде. В декабре 2023 года в Баку, одолев в финале Равана Мусаева, стал чемпионом Азербайджана.

## Спортивные результаты на крупных турнирах
- Чемпионат Европы среди кадетов 2014 — ;
- Чемпионат Европы среди юниоров 2015 — ;
- Чемпионат Европы среди юниоров 2016 — ;
- Чемпионат мира среди юниоров 2016 — ;
- Чемпионат Азербайджана по вольной борьбе 2017 — ;
- Чемпионат Европы среди юниоров 2017 — ;
- Чемпионат мира среди юниоров 2017 — ;
- Чемпионат Европы U23 2019 — ;
- Чемпионат мира U23 2019 — ;
- Чемпионат Азербайджана по борьбе 2023 — ;
- Спортивные игры БРИКС 2024 — ;